# Szeged Vízilabda Egyesület
Lo Szeged Vízilabda Egyesület è una società polisportiva ungherese, con sede a Seghedino.

Si occupa di sport quali pallacanestro o pallamano, ma la sezione più conosciuta è quella della pallanuoto, essendo la squadra da tempo in pianta stabile nella prima divisione ungherese.

Nonostante non abbia conquistato alcun titolo nazionale vanta una vittoria in Coppa LEN nel 2009 (torneo di cui ha disputato un'altra finale nel 1995) ed una finale di Supercoppa LEN, persa nello stesso anno contro il Primorac Kotor. 

## Palmarès

### Trofei nazionali
- Coppa d'Ungheria: 3

2011, 2012, 2013

### Trofei internazionali
- Coppe LEN: 1

2008-2009
- Tom Hoad Cup: 1

2010

## Rosa 2017-2018
| N° |                     | Ruolo | Giocatore       |
| -- | ------------------- | ----- | --------------- |
|    | Ungheria (bandiera) |       | Balázs Székely  |
|    | Croazia (bandiera)  |       | Kunac Aljoša    |
|    | Ungheria (bandiera) |       | Zoltán Berkó    |
|    | Ungheria (bandiera) |       | Gellért Takács  |
|    | Ungheria (bandiera) |       | Levente Pamuk   |
|    | Ungheria (bandiera) |       | Bence Zsigri    |
|    | Ungheria (bandiera) |       | Marcell Meixner |
|    | Ungheria (bandiera) |       | Dániel Sánta    |
|    | Ungheria (bandiera) |       | Imre Hegedűs    |
|    | Ungheria (bandiera) |       | Bendegúz Bognár |

| N° |                       | Ruolo | Giocatore           |
| -- | --------------------- | ----- | ------------------- |
|    | Ungheria (bandiera)   |       | Zsolt Varga         |
|    | Slovacchia (bandiera) |       | Lukáš Seman         |
|    | Ungheria (bandiera)   |       | Frank Pellei        |
|    | Ungheria (bandiera)   |       | András Török        |
|    | Georgia (bandiera)    |       | Revaz Imnaishvili   |
|    | Ungheria (bandiera)   |       | Gergely Palotás     |
|    | Ungheria (bandiera)   |       | Márton Bence Chilkó |
|    | Ungheria (bandiera)   |       | Csaba Kiss          |
|    | Ungheria (bandiera)   |       | Ádám Manhercz       |